# Норт-Пойнт (Гонконг)

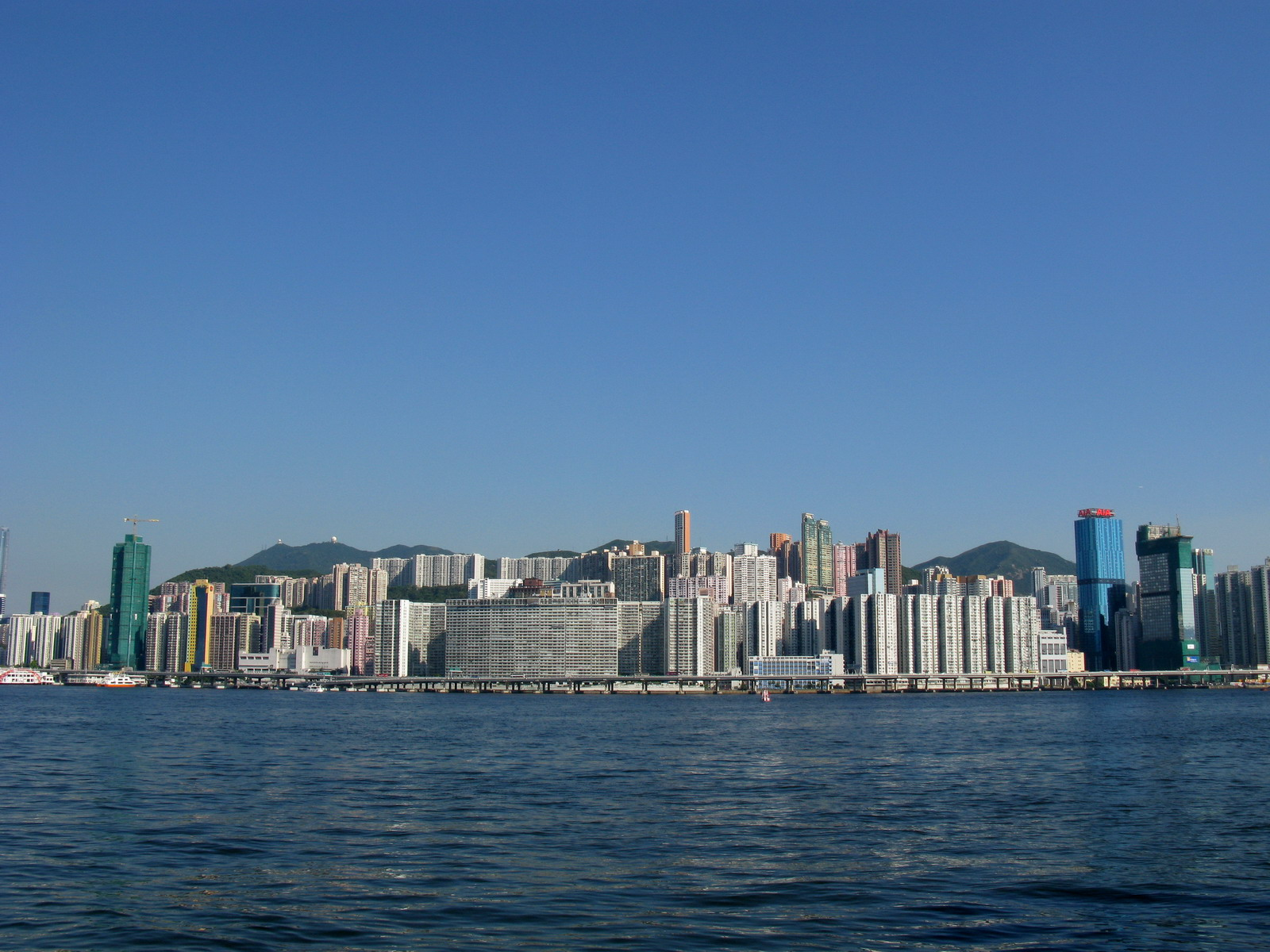
Береговая линия Норт-Пойнт

Норт-Пойнт (англ. North Point, иер. 北角, кант.-рус. Паккок, кит.-рус. Бэйцзяо) — гонконгский район, входящий в состав Восточного округа. Расположен на северном побережье острова Гонконг.

## История

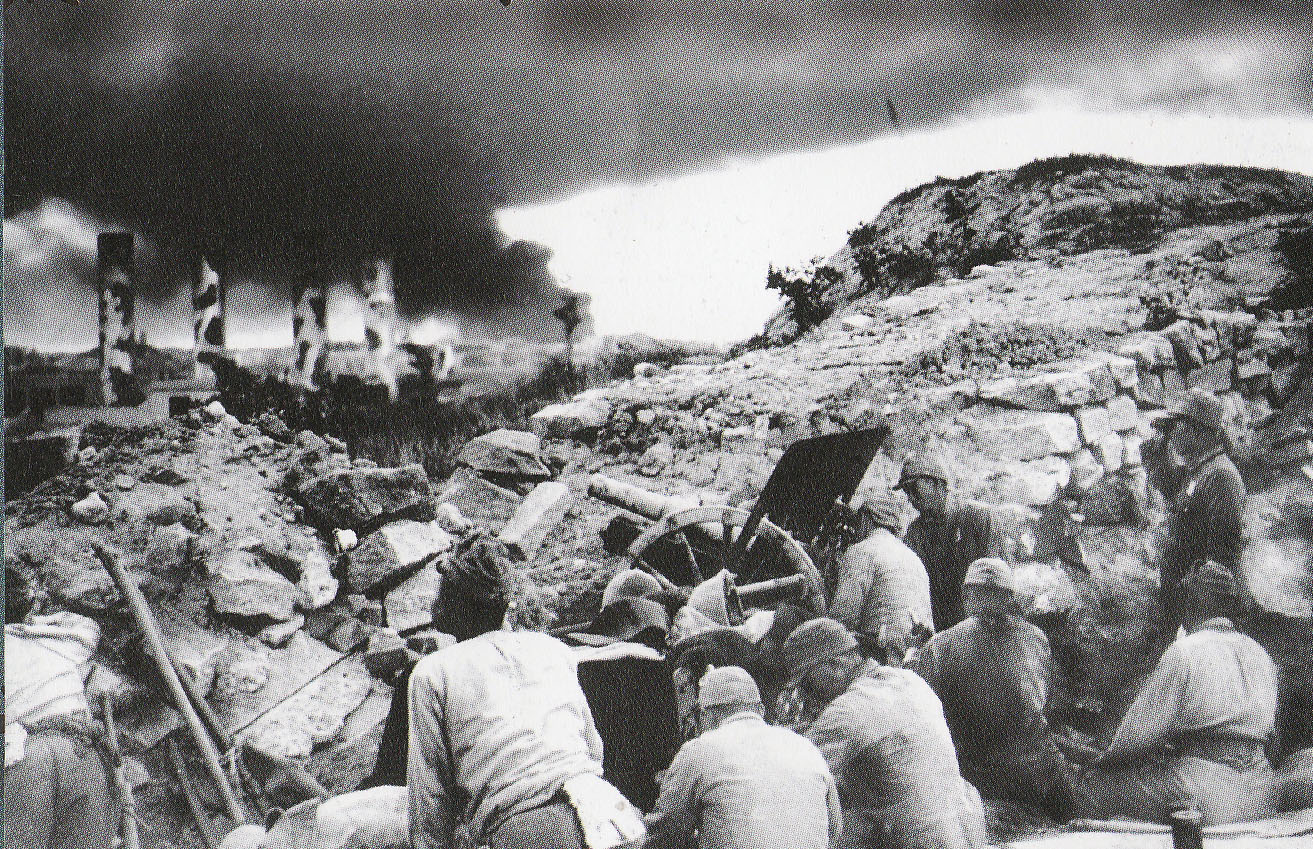
Высадка японцев в Норт-Пойнт

В конце XIX века в Норт-Пойнт был построен отель Metropole. В 1919 году компания Hongkong Electric запустила здесь большую электростанцию, которая дала название соседним улицам — Электрик-роуд и Пауэр-стрит. В 1920-х годах популярным местом отдыха горожан стал расположенный в районе парк развлечений Минъюэнь, в 1930-х годах набрали популярности пляжи Норт-Пойнт. В 1938 году в Норт-Пойнт, на Марбл-роуд был создан лагерь беженцев, принявший поток переселенцев из материкового Китая.
В 1941 году японские войска переправились через бухту и высадились на острове именно в Норт-Пойнт, при этом электростанция получила серьёзные повреждения. Бывший лагерь для беженцев был приспособлен для содержания канадских и британских военнопленных, захваченных в ходе боёв. После войны электростанция Норт-Пойнт была восстановлена и значительно расширена.
Во время Гражданской войны в Китае в Норт-Пойнт осело много обеспеченных выходцев из Шанхая, после чего район получил прозвище «Маленький Шанхай». Первая волна эмигрантов преобразила Норт-Пойнт, где открылись рестораны шанхайской кухни, салоны красоты, парикмахерские, универмаги китайских товаров и даже театр «Санбим», в котором ставилась китайская опера. В 1953 году начала работать первая в Гонконге школа, преподавание в которой велось на мандарине (Kiangsu and Chekiang Primary School). В 1950-х годах в районе наблюдался жилищный бум и стремительный рост населения, однако большинство шанхайцев вскоре ассимилировались в кантонской языковой среде. К началу 1960-х годов по данным Книги рекордов Гиннесса Норт-Пойнт являлся самым плотно населённым местом на Земле.

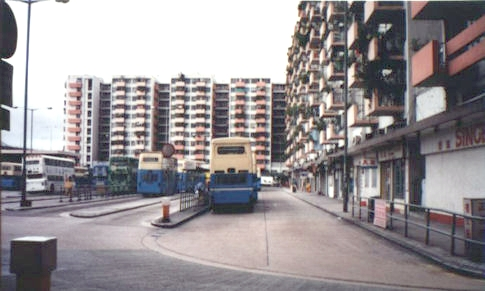
North Point Estate. 1989

Второй волной переселенцев, осевших в Норт-Пойнт, стали фуцзяньцы, бежавшие из стран Юго-Восточной Азии (в результате район стал известен как «Маленькая Фуцзянь»). В 1968 году была построена электростанция на острове Аплэйчау, что несколько снизило дефицит электроэнергии, однако усилило протесты против расположения электростанции Норт-Пойнт фактически в гуще жилых домов. В марте 1977 года пожар на электростанции оставил без света всё северное побережье Гонконга. В 1978 году электростанция была закрыта, а в начале 1980-х годов на её месте развернулось строительство жилого комплекса. Сегодня в Норт-Пойнт проживают значительные общины индонезийцев и филиппинцев, имеющие свои магазинчики, кафе и бары. Также в районе существуют небольшие, но активные диаспоры японцев, индийцев и европейцев.
В 2002—2003 годах был отселён и снесён большой жилой комплекс North Point Estate, построенный в 1957 году возле паромного пирса.

## География

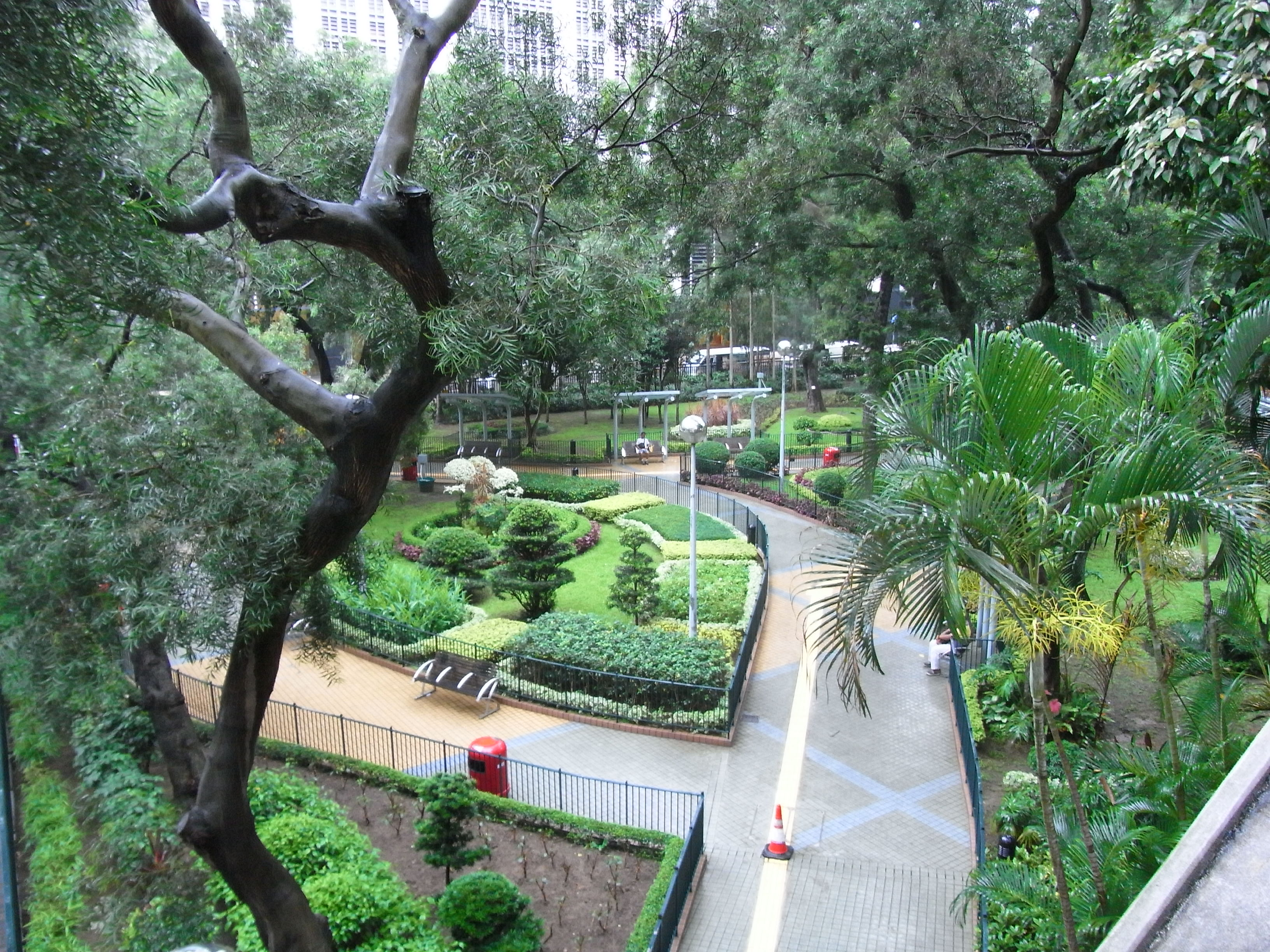
Игровая площадка Кингс-роуд

С юго-запада Норт-Пойнт граничит с районом Козуэй-Бей, с юга — с районом Бремар-Хилл, с востока — с районом Куорри-Бэй, с севера и северо-запада омывается водами бухты Виктория и Коулунского залива. Юго-западную часть Норт-Пойнт занимает небольшой район Фортресс-Хилл (Fortress Hill, 炮台山, Паутойшань). На месте современной Кингс-роуд в середине XIX века пролегала береговая линия.
В Норт-Пойнт расположены сад Тхиньхау-темпл-роуд, сад Провидент, сад Тоншуй-роуд, променад Норт-Пойнт, игровые площадки Фортресс-Хилл, Кингс-роуд и Тиньчиу-стрит.

## Религия
В районе расположены храм Чхуньчху, методистская церковь Норт-Пойнт, католическая церковь Святого Иуды, церковь Святого Петра, церковь Норт-Пойнт Альянс, баптистская церковь Благодати, баптистская часовня Генриетты, евангелистская миссия.

## Экономика
В Норт-Пойнт расположено множество офисных зданий, отелей, жилых комплексов и торговых центров, в которых работает большинство занятых района. Среди крупнейших небоскрёбов Норт-Пойнт — AIA Tower (180 м), Island Lodge (160 м), Le Sommet (157 м), Manulife Tower (150 м), Olympia Plaza (119 м), Island Place Tower (116 м).
В районе расположены гостиницы Harbour Grand Hong Kong, Ibis Island, Newton Hotel Hong Kong, City Garden Hotel, South China Hotel, а также крупные жилые комплексы Provident Centre (1982—1984), построенный на месте бывших верфей и складов компании Hutchison Whampoa, City Garden (1983—1986), построенный на месте снесённой электростанции, Harbour Heights (1988).
Среди важнейших торговых центров — уличный рынок на Чхуньён-стрит, рынок в здании муниципальных услуг Джава-роуд, City Garden Shopping Centre, Island Place Shopping Mall, Provident Square, Fortress Tower Shopping Arcade, Olympia Plaza, универмаг Metropole.

## Транспорт
Главными транспортными артериями Норт-Пойнт являются улицы Айленд-истерн-коридор, Кингс-роуд, Джава-роуд и Тхиньхау-темпл-роуд. В районе расположены две станции линии Айленд Гонконгского метрополитена — Фортресс-Хилл и Норт-Пойнт, открывшиеся в 1985 году. Кроме того, в 2001 году станция Норт-Пойнт стала конечной станцией линии Чёнкуаньоу и крупным пересадочным узлом. Через район пролегают трамвайные линии, а также широкая сеть автобусных маршрутов (в том числе и микроавтобусов). Имеется несколько стоянок такси.
От паромного причала Норт-Пойнт суда ходят в Коулун и на острова. Возле причала находится большой автобусный терминал. Причал Тоншуй-роуд служит местом дислокации правительственных судов и катеров.
Норт-Пойнт

## Административные функции
В Норт-Пойнт расположена штаб-квартира Таможенного и акцизного департамента Гонконга, а также генеральное консульство Пакистана.

## Культура и образование

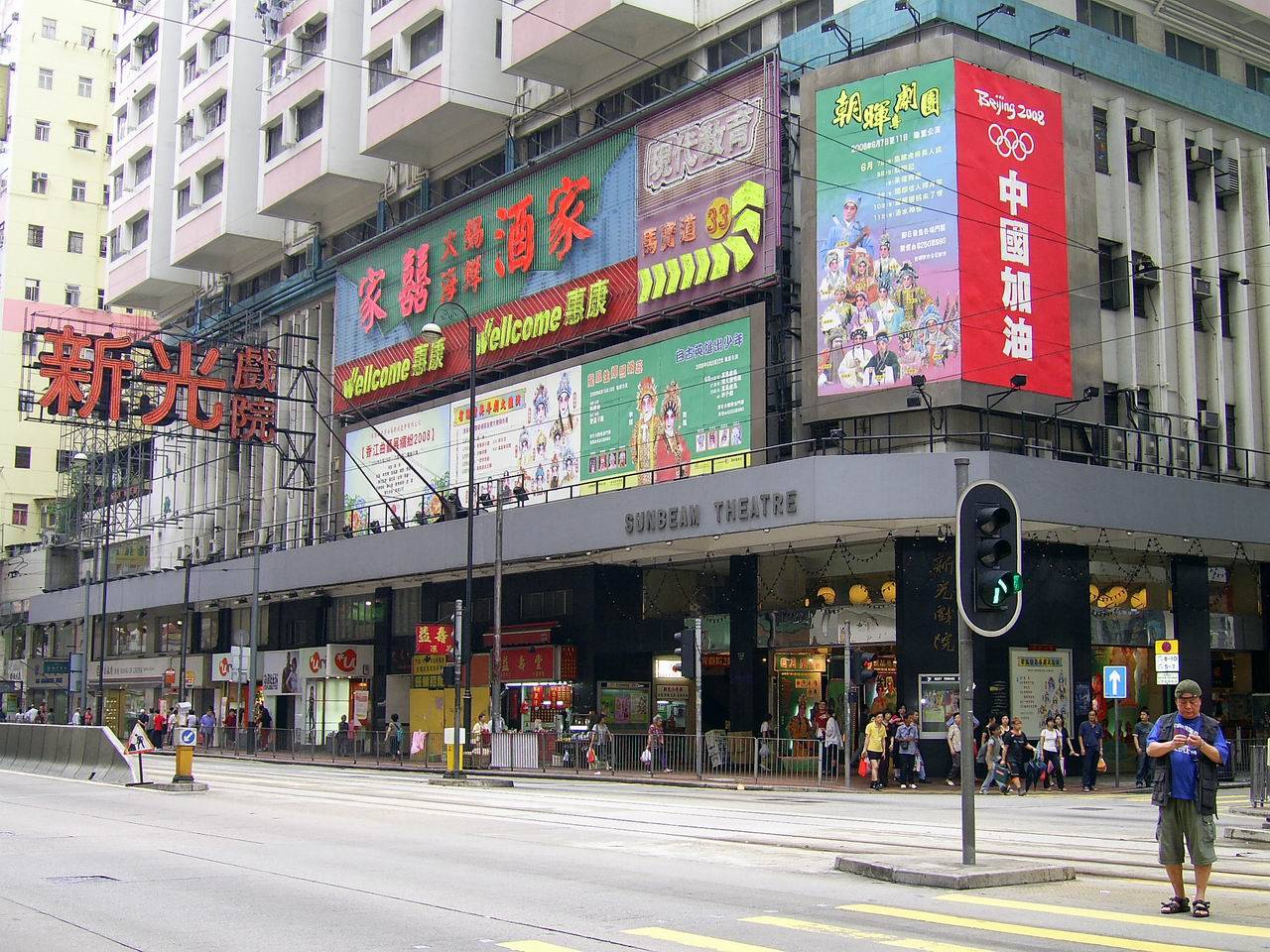
Театр Санбим

В Норт-Пойнт находятся начальная школа Цзянсу и Чжэцзяна (Kiangsu and Chekiang Primary School), основанная в 1953 году, средняя школа Клементи, основанная в 1926 году, средняя школа Генриетта, открывшаяся в 1945 году, начальная школа Святого Михаила, методистские школы Норт-Пойнт и Фортресс-Хилл, школа Белилиос, Мария-колледж, творческая школа Чана, Государственный театр Гонконга, популярный театр «Санбим», публичная библиотека в здании муниципальных услуг Электрик-роуд.
В районе базируется несколько культурных и религиозных ассоциаций носителей диалекта миньнань, который является вторым, после кантонского, языком общения в Норт-Пойнт.

## Спорт
В районе расположен спортцентр в здании муниципальных услуг Джава-роуд. В частных жилых комплексах имеются плавательные бассейны, фитнес-центры, корты для тенниса и сквоша.